# Gertrudis Bocanegra

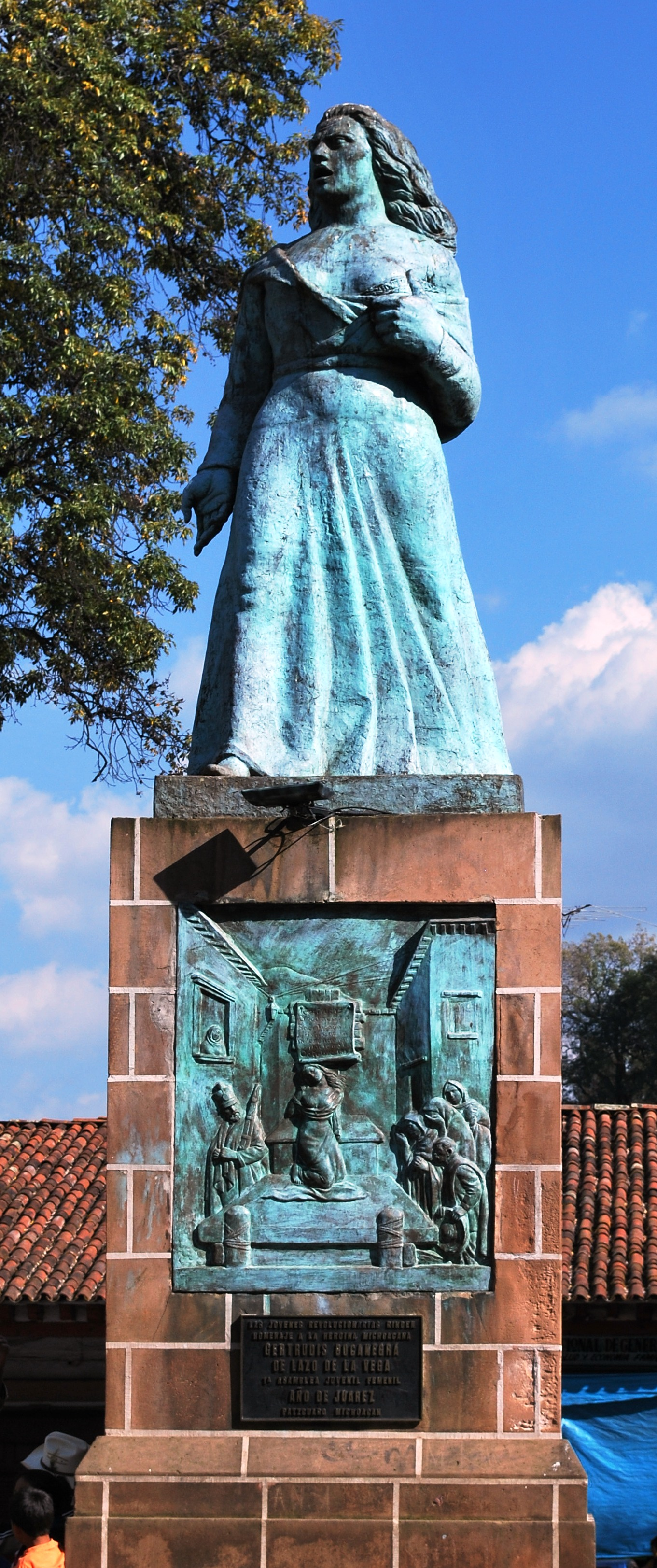
Gertrudis Bocanegra

María Gertrudis Teodora Bocanegra Mendoza, född den 11 april 1765, död den 11 oktober 1817, var en mexikansk nationalhjälte, känd som La Heroína de Pátzcuaro.
Gertrudis Bocanegra föddes i Pátzcuaro i den nuvarande mexikanska delstaten Michoacán. Hon tillhörde en välbärgad familj som var bildad inom upplysningens idéer. Gertrudis Bocanegra var en filantrop som grundade skolor för indianbarn i Mexico. Under det mexikanska frihetskriget organiserade hon en underjordisk arme´ av kvinnor och Gertrudis Bocanegra tjänstgjorde även som spion och upprätthöll informationsförbindelserna mellan rebellerna i Pátzcuaro och Tacámbaro under det mexikanska frihetskriget. Detta var speciellt viktigt vid striden om staden Valladolid (numera Morelia). Både hennes make och en 10-årig son stupade i kriget. Hon och hennes döttrar tillfångatogs av spanjorerna under frihetskriget. Gertrudis Bocanegra torterades, ställdes därefter inför rätta och dömdes till döden. Hon avrättades genom exekutionspatrull för förräderi.